# 田中裕士
田中 裕士（たなか ひろし、1985年11月9日 - ）は、大阪府出身の俳優。血液型A型。
所属　エイジアプロモーション　劇団「PU-PU-JUICE」

## 出演

### テレビ
- 日曜劇場 JIN-仁- 命を救う事の悲劇（2009年10月、TBS） - 西洋医学生レギュラー 役
- 金曜ドラマ ヤンキー君とメガネちゃん 第1話（TBS）
- タンブリング 第2話（TBS）
- ハンマーセッション! 第3話（TBS）
- ランナウェイ 第3話（TBS）
- 土曜プレミアム 刑事・鳴沢了〜東京テロ、史上最悪の24時間〜（フジテレビ）
- 誰も守れない（2009年1月、フジテレビ） - レナの彼氏 役
- レスキューホース（テレビ東京）
- 一杯いきますか!!（テレビ東京）
- SPEC〜翔〜／警視庁公安部公安第五課 未詳事件特別対策係事件簿（TBS）

### 映画
- ひゃくはち（監督：森義隆、2008年） - 港 役
- 新宿歌舞伎町保育園（2008年）
- 守護天使（2009年）
- クローズZEROII（監督：三池崇史、2009年） - 鳳仙高校レギュラー幹部 役
- TAJOMARU（2009年）
- ちゃんと伝える（監督：園子温、2009年）
- 劇場版 SPEC〜天〜（監督：堤幸彦、2012年）
- 劇場版 SPEC〜結〜前篇『漸ノ篇』（ぜんのへん）（監督：堤幸彦、2013年）
- 劇場版 SPEC〜結〜後篇『爻ノ篇』（こうのへん）（監督：堤幸彦2013年）

### 舞台
- PU-PU-JUICE 第5回公演 『R-18』（2008年、主演：大迫一平）
- PU-PU-JUICE 第7回公演 『汚れたアヒル』（2009年、主演：近藤貴路）
- PU-PU-JUICE 第8回公演 『新・罪と罰』（2009年、主演：いしだ壱成）
- PU-PU-JUICE 第9回公演 『パニ☆ホス』（2009年、主演：加賀美早紀）
- PU-PU-JUICE 第10回公演 『結婚狂想曲』（2010年、主演：浅見れいな）
- PU-PU-JUICE 特別公演 juicy`s第1回公演 『クロス』（2011年、主演：田中裕士）

### Vシネマ
- くれないの盃
- 喧嘩の極意4 - 力丸役
- 悪漢
- 18倫